# キレーエフスク
座標: 北緯53度56分7.08秒 東経37度55分23.16秒 / 北緯53.9353000度 東経37.9231000度

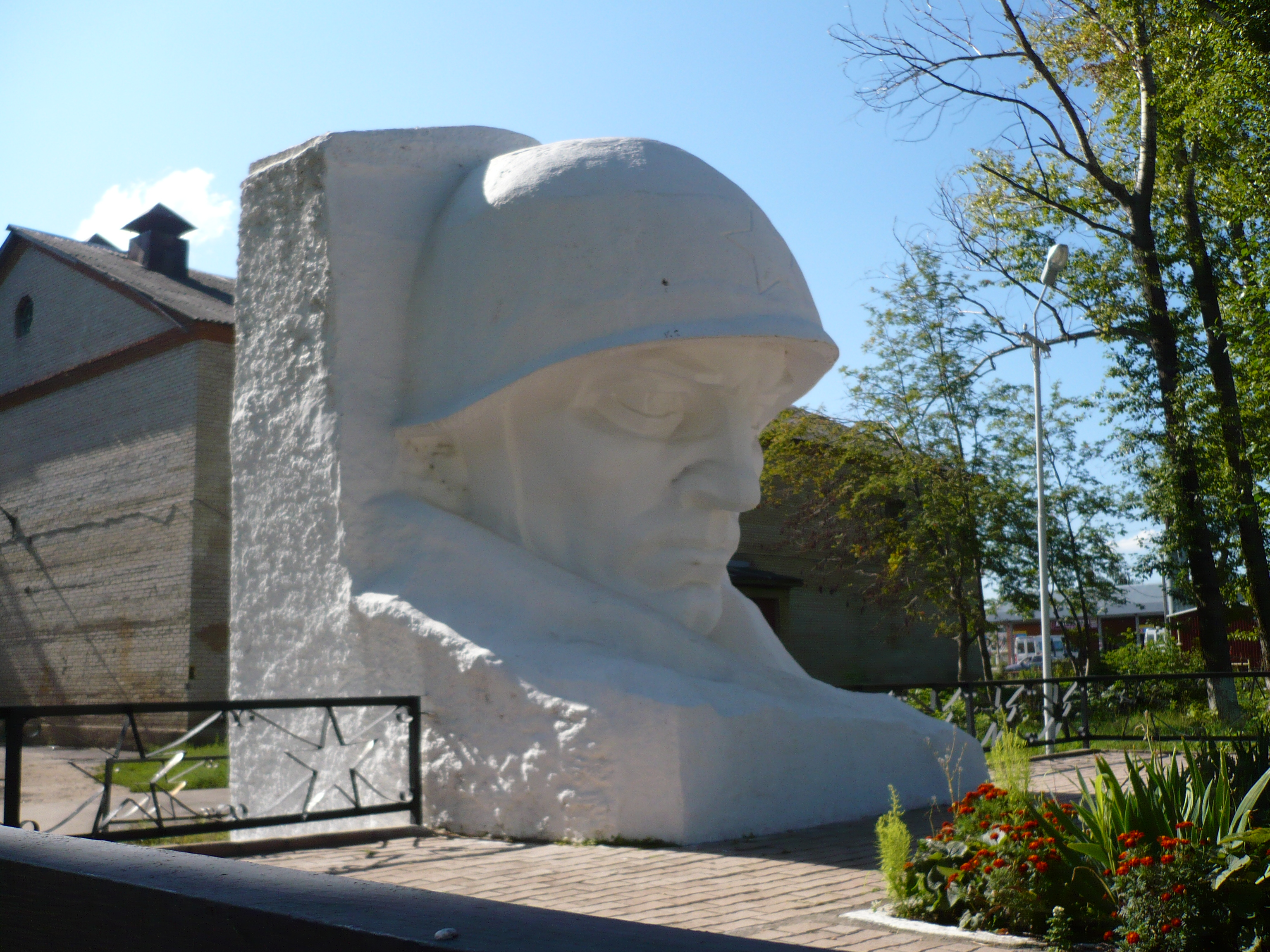

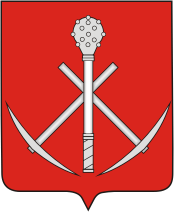
キレーエスクの紋章

キレーエフスク（ロシア語: Кире́евск、ラテン文字表記の例: Kireyevsk）は、ロシアのトゥーラ州にある町。人口は2万5560人（2021年）。州都トゥーラから南東へ40km。西にはボロホヴォの町が、東にはウズロヴァヤ、南にはボゴロジツクの町がある。ウパ川の支流オレン川に沿う。

## 歴史
18世紀後半からコサックの村キレーエフスカヤ（Кире́евская）があった。19世紀には村の近くで鉄鉱床の開発が始まり、トゥーラに集積する武器工場を支えた。
ソ連時代の1920年代には付近の町同様に褐炭の採掘が始まった。炭鉱労働者が集まったことで村は拡大し、キレーエフカ（Кире́евка）と改名されて都市型集落となった。1956年にキレーエフスクと改名されて市となった。

## 産業と交通
今日では、周囲での褐炭採掘は縮小し、金属工業、化学、家具、食品、繊維などの工場が町を支える。町の周囲では農業と褐炭採掘が主な産業である。
町の10km東には、モスクワからヴォロネジを経てロストフ・ナ・ドヌへ向かうM4幹線道路が通る。最も近い鉄道駅は20km東のウズロヴァヤにある。